# Asobi Seksu
Asobi Seksu (japanisch, umgangssprachlich für verspielten Sex) ist eine im Jahr 2001 gegründete US-amerikanische Indie-Rock-Band aus Brooklyn, New York City.
Der Stil der Band wird überwiegend dem Shoegazing-Genre zugeordnet und weist daneben Elemente des J-Pop auf. Yuki Chikudate singt auf Englisch und Japanisch.
Asobi Seksu sind u. a. durch die Werke von My Bloody Valentine und den Cocteau Twins beeinflusst.

## Bandgeschichte
Yuki Chikudate (Gesang, Keyboard), James Hanna (Gitarre, Gesang), Glenn Waldman (Bass) und Keith Hopkin (Schlagzeug) gründeten Asobi Seksu im Jahr 2001. Chikudate und Hanna bilden seitdem den Kern der Band.
2002 veröffentlichte die Band in Eigenproduktion ihr selbstbetiteltes Debütalbum. Durch zunehmende lokale Bekanntheit in der New Yorker Club-Szene wurde das Plattenlabel Friendly Fire Records auf die Formation aufmerksam und wiederveröffentlichte Asobi Seksu 2004.
Noch vor den Aufnahmen zum zweiten Album Citrus wurde die Rhythmussektion (Rhythmusgruppe) ersetzt. Haji (Bass) und Mitch Spivak (Schlagzeug) stießen neu zur Band hinzu.
Citrus erschien im Mai 2006. Produziert wurde es von Chris Zane (Kollaborationen u. a. mit Les Savy Fav, The Walkmen oder The Rakes). Das Album wurde von der englischsprachigen Musikkritik sofort positiv aufgenommen. Auf Citrus stehen typische Shoegaze-Elemente (etwa durch elektronische Effekte wie Reverb und Delay erzeugte  polyphone Gitarrenwände) neben melodiösen, poppigen Gesangslinien.
2007 wurden Asobi Seksu und Citrus über One Little Indian Records in Europa veröffentlicht.
Vor der Produktion des dritten Albums führte ein weiterer Besetzungswechsel zum heutigen Line-up. Hush wurde im Februar 2009 auf Polyvinyl Records veröffentlicht. Mit Hush rückten Hanna und Chikudate vom Citrus-Klanggepräge ab. Sie wollten damit schieren Shoegaze-Erweckungseifer (shoegaze-pop revivalism) und eine Selbstlimitierung der musikalischen Entwicklung vermeiden. Hush weist daher eine stärkere Tendenz zur Ausprägung von Dream Pop- anstelle von Noise-Pop-Elementen auf.

## Diskografie

### Alben
- 2002: Asobi Seksu (Eigenproduktion)
- 2004: Asobi Seksu (Re-Release über Friendly Fire Records  mit neuem Cover-Art)
- 2006: Citrus (Friendly Fire Records)
- 2007: Citrus-UK-Edition (One Little Indian Records, enthält den Bonustrack All Through The Day)
- 2009: Hush (Polyvinyl Records)
- 2011: Fluorescence (Polyvinyl Records)

### Livealben
- 2007: Asobi Seksu Live at The Echo, 2006

### Singles
- 2007: Walk on the Moon/B: Sooner
- 2007: Stay Awake/B: Then He Kissed Me
- 2007: Thursday/B: New Years
- 2007: Strawberries & Remixe
- 2008: Me and Mary/B: Breathe into Glass
- 2009: Familiar Light/B: Familiar Light Remix by Twins
- 2009: Transparence EP
- 2011: Perfectly Crystal EP

## Sonstiges
- Die Songs I'm Happy But You Don't Like Me, Sooner und Walk On the Moon des Debütalbums Asobi Seksu wurden für die Filmmusik von In Between Days der Regisseurin So Yong Kim verwendet. Der Film gewann einen Spezialpreis der Jury am Sundance Film Festival 2006.
- Zur weiteren Bedeutung des Begriffs Asobi (asobime) siehe den Artikel Prostitution in Japan.